# Décès en septembre 2005
. 
Décès
- 2001
- 2002
- 2003
- 2004
- 2005
- 2006
- 2007
- 2008
- 2009

Pour une information complémentaire, voir la page d'aide.

| Date          | Nom                      | Activités                                                              | Âge | Source |
| ------------- | ------------------------ | ---------------------------------------------------------------------- | --- | ------ |
| 1er septembre | R. L. Burnside           | Guitariste de blues américain                                          | 80  |        |
| 2 septembre   | Bob Denver               | Acteur américain                                                       | 70  |        |
| 3 septembre   | William Rehnquist        | Juriste américain                                                      | 80  |        |
| 4 septembre   | Jean-Jacques Morvan      | Peintre, sculpteur, graveur et écrivain français                       | 77  |        |
| 8 septembre   | Noel Cantwell            | Footballeur irlandais                                                  | 72  |        |
| 8 septembre   | Gary Robichaud           | Enseignant et homme politique canadien                                 | 42  | (en)   |
| 9 septembre   | André Pousse             | Acteur français                                                        | 85  |        |
| 10 septembre  | Clarence Gatemouth Brown | Bluesman américain                                                     | 89  |        |
| 11 septembre  | Al Casey                 | Jazzman américain                                                      | 89  |        |
| 11 septembre  | Abdallah Ibrahim         | Ancien premier ministre marocain                                       | 87  |        |
| 12 septembre  | Raymond Maric            | Auteur de bande dessinée français                                      | 78  |        |
| 12 septembre  | Alain Polaniok           | Footballeur puis entraîneur français.                                  | 47  |        |
| 13 septembre  | Julio César Turbay Ayala | Président de la Colombie de 1978 à 1982                                | 89  |        |
| 13 septembre  | Toni Fritsch             | Footballeur et joueur de Foot US autrichien                            | 60  |        |
| 14 septembre  | Vladimir Volkoff         | Romancier franco-russe                                                 | 72  |        |
| 14 septembre  | Robert Wise              | Cinéaste américain, réalisateur de West Side Story                     | 91  |        |
| 15 septembre  | Guy Green                | Cinéaste britannique                                                   | 91  |        |
| 15 septembre  | Jeronimas Kačinskas      | Compositeur américain d’origine lituanienne                            | 98  | (en)   |
| 15 septembre  | Dirk Reichl              | Coureur cycliste allemand                                              | 24  |        |
| 16 septembre  | Constance Moore          | Actrice américaine                                                     | 84  |        |
| 17 septembre  | Donn Clendenon           | Joueur de baseball américain                                           | 70  |        |
| 17 septembre  | Hermidita                | Footballeur espagnol                                                   | 80  | (en)   |
| 17 septembre  | Jacques Lacarrière       | Écrivain français                                                      | 79  |        |
| 18 septembre  | Michael Park             | Copilote de rallye britannique.                                        | 39  |        |
| 19 septembre  | John Bromfield           | Acteur américain.                                                      | 83  |        |
| 20 septembre  | Simon Wiesenthal         | Survivant des camps d'extermination nazis et « chasseur » de nazis     | 96  |        |
| 22 septembre  | Leavander Johnson        | Boxeur américain                                                       | 35  |        |
| 22 septembre  | Serge de Turville        | Peintre français                                                       | 81  |        |
| 23 septembre  | Apolonio de Carvalho     | Figure de la gauche brésilienne, cofondateur du Parti des Travailleurs | 93  |        |
| 25 septembre  | Don Adams                | Acteur américain                                                       | 82  |        |
| 25 septembre  | George Archer            | Golfeur américain                                                      | 65  |        |
| 27 septembre  | Karl Decker              | Footballeur autrichien                                                 | 84  |        |
| 28 septembre  | Pol Bury                 | Peintre et sculpteur belge                                             | 83  |        |
| 29 septembre  | Patrick Caulfield        | peintre britannique                                                    | 68  |        |
| 29 septembre  | Robert Dorgebray         | Coureur cycliste français                                              | 89  |        |